# Цели устойчивого развития
Цели в области устойчивого развития (ЦУР) (англ. Sustainable Development Goals (SDGs)) — набор из 17 взаимосвязанных целей, разработанных в 2015 году Генеральной ассамблеей ООН в качестве «плана достижения лучшего и более устойчивого будущего для всех». Эти цели были названы в резолюции Генассамблеи «Повесткой дня на период до 2030 года» и они заменили собой Цели развития тысячелетия. Итоговый документ Генассамблеи «Преобразование нашего мира: Повестка дня в области устойчивого развития на период до 2030 года» содержит 17 глобальных целей и 169 соответствующих задач.

## Понятие «устойчивого развития»
Концепция устойчивого развития появилась в процессе объединения трёх основных точек зрения: экономической, социальной и экологической. Подразумевается принятие мер, направленных на оптимальное использование ограниченных ресурсов и использование экологичных — природо-, энерго-, и материало-сберегающих технологий, на сохранение стабильности социальных и культурных систем, на обеспечение целостности биологических и физических природных систем.

## Предыстория и процедура принятия
Цели развития тысячелетия (ЦРТ), которые были приняты на Генеральной Ассамблее ООН в 2000 году, установили 2015 год в качестве расчётного года. Так как страны, принявшие Программу ЦРТ, признали её успех, так же, как и необходимость принятия новой повестки дня после 2015 года, в 2012 году на Конференции ООН по устойчивому развитию страны приняли решение о создании рабочей группы открытого состава для разработки комплекса целей устойчивого развития.
После более чем года переговоров Рабочая группа открытого состава представила рекомендации для определения 17 целей в области устойчивого развития. В начале августа 2015 года 193 государства — члена Организации Объединённых Наций достигли консенсуса по итоговому документу новой повестки дня «Преобразование нашего мира: Повестка дня в области устойчивого развития на период до 2030 года».
Государства-члены решили, что саммит ООН по принятию новой повестки дня в области устойчивого развития с 17 целями пройдёт в Нью-Йорке 25-27 сентября 2015 года, и созвали пленарное заседание Генеральной Ассамблеи высокого уровня.
25 сентября 2015 года в штаб-квартире ООН в Нью-Йорке мировые лидеры, в том числе главы государств и правительств, одобрили повестку дня в области развития на период после 2015 года. Они пообещали избавить человечество от нищеты и «исцелить» планету.

## Цели

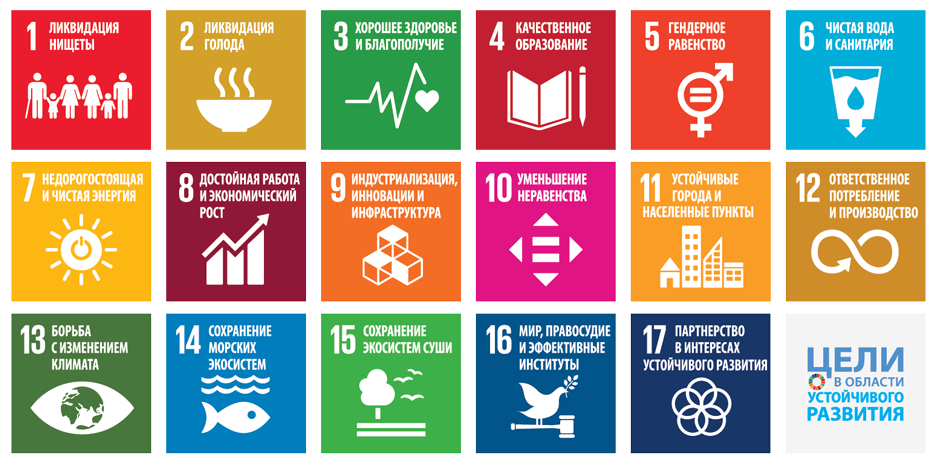
Иконки 17 целей в области устойчивого развития

Новые цели и задачи носят комплексный и неделимый характер и обеспечивают сбалансированность всех трёх компонентов устойчивого развития: экономического, социального и экологического.
25 сентября 2015 года 193 страны приняли следующие 17 глобальных целей:
1. Повсеместная ликвидация нищеты во всех её формах
2. Ликвидация голода, обеспечение продовольственной безопасности и улучшение питания и содействие устойчивому развитию сельского хозяйства
3. Обеспечение здорового образа жизни и содействие благополучию для всех в любом возрасте
4. Обеспечение всеохватного и справедливого качественного образования и поощрение возможности обучения на протяжении всей жизни для всех
5. Обеспечение гендерного равенства и расширение прав и возможностей всех женщин и девочек
6. Обеспечение наличия и рационального использования водных ресурсов и санитарии для всех
7. Обеспечение доступа к недорогостоящим, надёжным, устойчивым и современным источникам энергии для всех
8. Содействие неуклонному, всеохватному и устойчивому экономическому росту, полной и производительной занятости и достойной работе для всех
9. Создание прочной инфраструктуры, содействие обеспечению всеохватной и устойчивой индустриализации и внедрению инноваций
10. Снижение уровня неравенства внутри стран и между ними
11. Обеспечение открытости, безопасности, жизнестойкости и устойчивости городов и населённых пунктов
12. Обеспечение рациональных моделей потребления и производства
13. Принятие срочных мер по борьбе с изменением климата и его последствиями
14. Сохранение и рациональное использование океанов, морей и морских ресурсов в интересах устойчивого развития
15. Защита, восстановление экосистем суши и содействие их рациональному использованию, рациональное управление лесами, борьба с опустыниванием, прекращение и обращение вспять процесса деградации земель и прекращение процесса утраты биологического разнообразия
16. Содействие построению миролюбивых и открытых обществ в интересах устойчивого развития, обеспечение доступа к правосудию для всех и создание эффективных, подотчётных и основанных на широком участии учреждений на всех уровнях
17. Укрепление средств достижения устойчивого развития и активизация работы механизмов глобального партнёрства в интересах устойчивого развития

## Реализация
Ожидается, что работа над достижением ЦУР начнётся 1 января 2016 года и завершится к 31 декабря 2030 года. Однако некоторые задачи, разработанные на основе ранее заключённых международных соглашений, будут решены, как ожидается, даже раньше конца 2030 года. Предполагается, что достижение ЦУР будет осуществляться согласно следующим положениям:
● Страны будут самостоятельно разрабатывать собственные стратегии, планы и программы по устойчивому развитию. ЦУР будут играть роль ориентира, позволяя странам привести свои планы в соответствие со своими глобальными обязательствами. Реализация данных стратегий, планов и программ потребует аналогичных стратегий финансирования их осуществления.
● Достижение 17 ЦУР и решение 169 задач, предусмотренных в новой Программе, будет контролироваться и отслеживаться при помощи Набора глобальных показателей, который будет разработан Межучрежденческой и экспертной группой по показателям достижения ЦУР и согласован Статистической комиссией Организации Объединённых Наций к марту 2016 года. После этого указанные показатели будут утверждены Экономическим и Социальным Советом и Генеральной Ассамблеей. Для каждой задачи планируется разработать примерно по два показателя. Этот набор будет дополняться показателями на региональном и национальном уровнях, которые будут разработаны государствами-членами, чтобы помочь контролировать ход достижения целей и решения задач.
● В рамках политического форума высокого уровня по устойчивому развитию будет организовано ежегодное изучение достигнутых результатов и принятие последующих мер на основе доклада о ходе достижения ЦУР, который должен готовиться Генеральным секретарём.
● Как предусмотрено в Аддис-Абебской программе действий (итоговом документе Третьей Конференции по финансированию развития), будет организован контроль и обзор средств осуществления ЦУР, с тем чтобы обеспечить эффективное использование финансовых ресурсов в целях содействия осуществлению новой повестки дня в области устойчивого развития.
● Механизм содействия развитию технологий должен будет обеспечивать удовлетворение потребностей развивающихся стран в технологиях и предусматривать альтернативные варианты удовлетворения этих потребностей и наращивания потенциала. Ввиду центральной роли технического сотрудничества в деле обеспечения устойчивого развития страны договорились о создании такого механизма в ходе Конференции по финансированию развития.

## Роль
Хотя реализация программы ЦУР ещё не закончилась, можно предположить, что она сыграет достаточно большую роль в решении глобальных проблем, учитывая успех программы Целей Развития Тысячелетия. Официально заявлено, что за последние почти два десятилетия удалось почти вдвое сократить процент людей, живущих за чертой бедности, почти вполовину уменьшить детскую и материнскую смертность, значительно продвинуться в деле борьбы с такими болезнями, как ВИЧ и малярия, а также более, чем в два раза увеличить объём помощи, предоставляемой развитыми странами в целях развития.

## Сравнение с целями развития тысячелетия
В комментарии The Economist в 2015 году говорилось, что ЦУР являются «беспорядком» по сравнению с восемью целями развития тысячелетия, использовавшимися ранее. ЦРТ были связаны с развитием, а ЦУР — с устойчивым развитием. Наконец, ЦРТ используют единый подход к проблемам, в то время как ЦУР учитывают взаимосвязанность всех проблем.
Ещё одной ключевой особенностью ЦУР является их сосредоточенность на средствах осуществления, или мобилизации финансовых ресурсов, наряду с наращиванием потенциала и развитием технологий.

## Стоимость достижения ЦУР
Эксперты, привлечённые Всемирным банком, подсчитали в 2016 году, что для борьбы с нищетой и достижения других целей устойчивого развития потребуется около 2-3 триллионов долларов США в год в течение следующих 15 лет. Реализуемость этого они назвали «чистой фантазией». Оценки обеспечения чистой водой и санитарией всего населения всех континентов достигают 200 млрд долл. Всемирный банк говорит, что оценки должны быть сделаны по странам и часто пересматриваться с течением времени. В 2014 году ЮНКТАД оценила ежегодные затраты на достижение целей ООН в 2,5 триллиона долларов США в год. 
Фонд Рокфеллера утверждает, что «ключом к финансированию и достижению ЦУР является мобилизация большей доли более чем 200 триллионов долларов США в ежегодных потоках инвестиций частного капитала на цели развития, и благотворительность должна сыграть решающую роль в катализации этого сдвига». Крупные спонсоры, участвующие в семинаре по дизайн-мышлению, организованном Фондом Рокфеллера (июнь 2017: масштабирование решений), были реалистичными. Они пришли к выводу, что, хотя существует моральный императив для достижения ЦУР, неудача неизбежна, если не произойдёт радикальных изменений в нашем пути к финансированию крупномасштабных изменений.

## Необходимость координации и сотрудничества
Для достижения устойчивого развития необходимо объединить усилия трёх секторов. Это экономический, социально-политический и экологический секторы в самом широком смысле. Это требует поощрения междисциплинарных и трансдисциплинарных исследований в различных секторах, что может быть затруднено, особенно когда крупные правительства не поддерживают их.
Для методологического сопровождения достижения целей устойчивого развития при ООН была создана межучрежденческая группа экспертов по показателям целей устойчивого развития (IAEG-SDGs) Согласно установкам IAEG-SDGs все показатели устойчивого развития разделены на 3 уровня:
Уровень 1: Показатель является концептуально ясным, имеет международную методологию и стандарты, и страны регулярно подготавливают данные по меньшей мере по 50 процентам стран и населения в каждом регионе, где этот показатель является актуальным.
Уровень 2: Показатель концептуально ясен, имеет международную методологию и стандарты, но данные не регулярно подготавливаются странами.
Уровень 3: Для этого показателя пока ещё не существует установленной на международном уровне методологии или стандартов, однако методология/стандарты разрабатываются (или будут) разрабатываться или тестироваться.
4 марта 2025 года Генассамблея ООН, консенсусом при соавторстве 152 стран, приняла резолюцию об учреждении в Алма-Аты (Казахстан) Регионального центра ООН по ЦУР для Центральной Азии и Афганистана.

## Факторы риска
Цель достижения устойчивого уровня человеческого населения и образа жизни, а также научные вопросы соответствия экосистем (и Земли в целом) числу людей, которых они могут устойчиво поддерживать на определённом уровне образа жизни, представляются забытыми и в значительной степени не сформулированными. Уровни численности населения и репродуктивные показатели являются независимыми переменными в попытках достичь ЦУР и в стремлении к общему устойчивому земному / человеческому сообществу, они должны быть научно признаны в качестве таковых.

## Критика
ЦУР подвергались критике за постановку противоречивых целей и за попытку сделать всё сначала, вместо того чтобы сосредоточиться на самых неотложных или фундаментальных приоритетах.
Другие мнения более позитивны. Цели устойчивого развития были результатом конференции ООН, которая не подверглась критике со стороны какой-либо крупной общественной организации. Вместо этого ЦУР получили широкую поддержку со стороны многих организаций.